# Бэнкс, Элизабет (велогонщица)
Элизабет Мэри Лидия Бэнкс (англ. Elizabeth Mary Lydia Banks, урождённая Стедман (англ. Stedman), род. 7 ноября 1990, Малверн, Вустершир) — британская профессиональная велогонщица, выступающая за женскую континентальную команду UCI, EF Education–Tibco–SVB в 2022 году. Бэнкс занялась велоспортом в 2015 году после участия в велосипедных турах и поездок на велосипеде в клинические учреждения в качестве студентки-медика Шеффилдского университета. Она оставила учёбу в медицинском институте незадолго до окончания учебы, чтобы продолжить карьеру велосипедиста.

## Достижения
2018
9-е место в Chrono Gatineau
2019
1-е место в этапе 8 Джиро Роза
2-е место в SwissEver GP Cham-Hagendorn
3-е место в общем зачёте Гран-при Эльзи Якобс
5-е место в общем зачёте Giro delle Marche in Rosa
7-е место в общем зачёте The Women's Tour
9-е место в общем зачёте Тур Йоркшира
2020
1-е место в этапе 4 Джиро Роза
2-е место в Гран-при Плуэ — Бретань
6-е место в Омлоп Хет Ниувсблад